# Шасси (Шер)
Шасси́ (фр. Chassy) — коммуна во Франции, находится в регионе Центр. Департамент — Шер. Входит в состав кантона Божи. Округ коммуны — Бурж.
Код INSEE коммуны — 18056.

## География
Коммуна расположена приблизительно в 210 км к югу от Парижа, в 120 км юго-восточнее Орлеана, в 34 км к востоку от Буржа.
Вдоль южной границы и по северо-западной части территории коммуны протекает река Вовиз.

## Население
Население коммуны на 2008 год составляло 257 человек.
| 1962 | 1968 | 1975 | 1982 | 1990 | 1999 | 2008 |
| ---- | ---- | ---- | ---- | ---- | ---- | ---- |
| 266  | 316  | 278  | 231  | 203  | 229  | 257  |

## Экономика
В 2007 году среди 162 человек в трудоспособном возрасте (15-64 лет) 115 были экономически активными, 47 — неактивными (показатель активности — 71,0 %, в 1999 году было 69,2 %). Из 115 активных работали 101 человек (52 мужчины и 49 женщин), безработных было 14 (8 мужчин и 6 женщин). Среди 47 неактивных 13 человек были учениками или студентами, 22 — пенсионерами, 12 были неактивными по другим причинам.

## Достопримечательности
- Замок Вилье (XV век). Исторический памятник с 1981 года[3]
- Мельница Вилье (XVI век)

## Фотогалерея

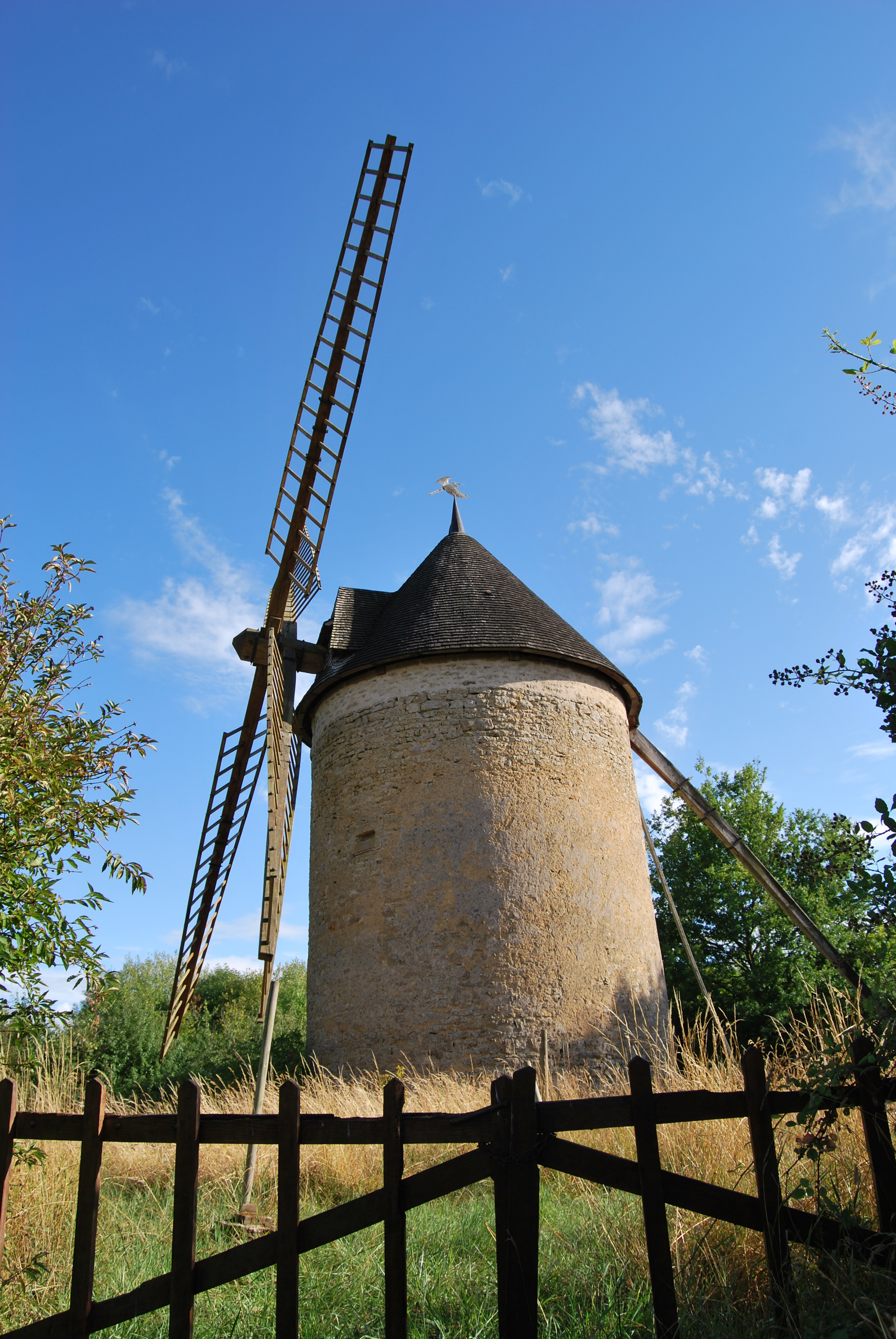
Мельница Вилье
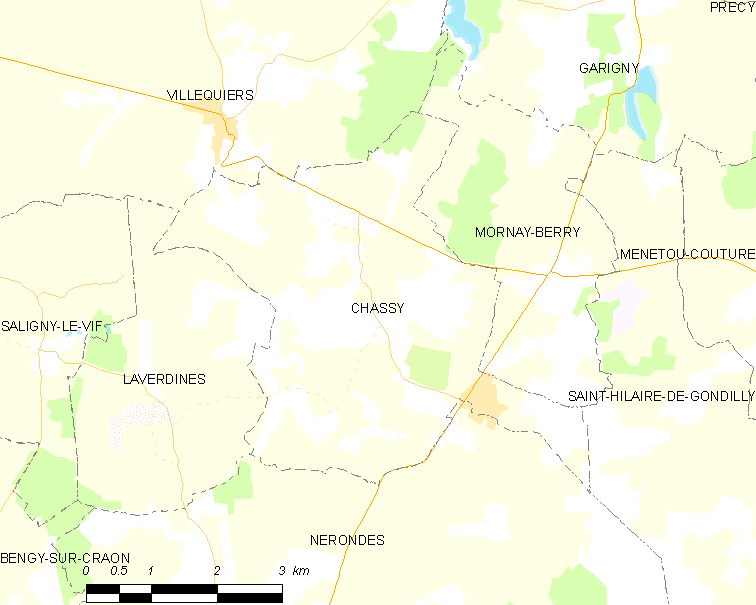
Карта коммуны